# L'esempio delle mele
L'esempio delle mele è il primo album di Fabio Cinti pubblicato nel 2011

## Il disco
Io però potrei farvi il mio, quello che mi raccontò un perfetto sconosciuto una sera in cui ero impermeabile a qualunque stimolo facendomi ridere e soprattutto pensare.
Dunque cosa c'entra un esempio delle mele in sé con queste canzoni? Niente. In apparenza.
In realtà l'esempio delle mele per me - per restare in tema di favole e miti - è come il bacio del Principe Azzurro alla Bella Addormentata. Si tratta perciò di una sorta di risveglio, di ritrovamento della coscienza; non solo, di superamento. Ogni canzone in questo senso è un esempio delle mele.»
(Fabio Cinti)

## Tracce
Le tracce sono 12:
1. Questo mondo fa rumore – 2:46
2. Bow house – 4:21
3. Il punto di vista – 4:17
4. Amore elettrico – 3:21
5. La distrazione – 4:08
6. Se fanno pop – 3:15
7. Eccessi – 4:09
8. Trisha Mary – 2:51
9. Vuoto mimato – 3:29
10. Cucurrucucú paloma – 4:05
11. Bow house (home version) – 4:18
12. Life, death and miracles – 5:50